# سيد جاكوبسون
سيد جاكوبسون (بالإنجليزية: Sid Jacobson)‏ (20 أكتوبر 1929، بروكلين في الولايات المتحدة)؛ كاتب أغاني وروائي أمريكي.